# Calytrix involucrata
Calytrix involucrata är en myrtenväxtart som beskrevs av John McConnell Black. Calytrix involucrata ingår i släktet Calytrix och familjen myrtenväxter.
Artens utbredningsområde är Sydaustralien. Inga underarter finns listade i Catalogue of Life.